# أحمد نجيب الشابي
أحمد نجيب الشابي (30 يوليو 1944) هو محامي وسياسي تونسي من مواليد عام 1944 بأريانة، متزوج وله 5 أبناء.
كان من بين أبرز المعارضين لنظام الرئيس زين العابدين بن علي قبل الثورة. حاليا، يشغل منصب رئيس جبهة الخلاص الوطني المعارضة للرئيس قيس سعيد.

## النشأة والمسيرة
زاول تعليمه الابتدائي بالمدرسة الفرنكو-عربية بأريانة ثم زاول تعليمه الثانوي بمعهد الإمام مسلم ثم بمعهد «كارنو» بتونس حيث تحصل على شهادة البكالوريا علوم سنة 1964. إتجه إلى فرنسا لمواصلة تعليمه العالي في الطب ثم تخلى عن هذا التوجه بعد سنتين للالتحاق بكلية القانون نظراً لاهتمامه ونشاطه السياسي. إنقطع عن الدراسة سنة 1968 بعد اعتقاله على خلفية نشاطه السياسي وحكم عليه ب11 سنة سجناً قضى منها سنتان. أتم السنة الثانية في دراسة الحقوق بنجاح سنة 1971 بالجزائر حيث تحصل على لجوء سياسي. تفرغ للعمل السياسي لمدة 13 سنة إنقطع فيها عن الدراسة ليعود سنة 1981 لدراسة الحقوق
- ختم دراسته للحقوق سنة 1983, وبدأ ممارسة المحاماة سنة 1984.
أثناء إقامته الجبرية بمدينة باجة عمل بالشركة الجهوية للنقل بباجة، ثم تم نقله للسرس بسبب نشاطه النقابي حيث عمل بالبلدية،
- في المحاماة، ترافع الأستاذ أحمد نجيب الشابي في عديد القضايا السياسية وأهمها:
- قضية انتفاضة الحوض المنجمي 2008
- قضية توفيق بن بريك سنة 2009
- قضية زهير مخلوف سنة 2010

انطلق أحمد نجيب الشابي طالبا بعثيّا، وساهم في تكوين الخلايا الأولى للبعث في تونس.
- اعتقل في 1968 عقب التحرّكات الطلابيّة وحكم عليه ب11 سنة سجنا قضى منها سنتان ثمّ تمّ تحويله للإقامة الجبريّة بالشمال الغربي
- انخرط في تنظيم «العامل التونسي» في بداية السبعينات وكان من بين أكثر أعضائه نشاطا في الهجرة،
- عاد إلى تونس سرّا في 27 ديسمبر 1977 بعد اعتقال مجموعة من قيادات «العامل التونسي»، رغم صدور أحكام غيابيّة في حقّه مجموعها 21 سنة سجنا
- سنة 1981 قرّر اعتماد سياسة النضال العلني وأسّس حزب «التجمع الاشتراكي التقدمي» الذي تحصّل على تأشيرة العمل القانوني سنة 1983
- سنة 1984 أسّس جريدة «الموقف» وأصدر أوّل أعدادها
- كان من بين السياسيين التونسيين الممضين على الميثاق الوطني سنة 1988
- أعلن سنة 1991 القطيعة مع نظام بن علي بسبب معارضته للنهج الأمني في معالجة القضايا السياسية
- ترشّح سنة 2004 وسنة 2009 للانتخابات الرئاسية لكنّ ترشّحاته كانت تواجه بتعديلات دستوريّة تقصيه في كلّ مرّة.
- في 2005 خاض إضرابا عن الطعام إلى جانب سبعة مناضلين آخرين لمدّة شهر تزامنا مع «القمّة العالمية لمجتمع المعلومات» احتجاجا على التضييق على الحريات
- ساهم في تأسيس «هيئة 18 أكتوبر للحقوق والحريات» التي وحّدت الجزء الأهمّ من المعارضة التونسية على قاعدة الدفاع على الحريات السياسية لجميع التونسيين.
- خاض إضرابا ثانيا عن الطعام سنة 2007 إلى جانب ميّة الجريبي دفاعا على مقرّ جريدة الموقف ومقرّات الحزب الديمقراطي التقدّمي في الجهات، عندما انطلق النظام في إخراجهم منها.
- انضمّ إلى أوّل حكومة بعد الثورة واختار تولّي مهمّة وزير التنمية المحلّيّة
شارك سنة 1983 في تأسيس التجمع الاشتراكي التقدمي وهو أحد الأحزاب السياسية التي أنشئت إثر الانتخابات التشريعية دورة 1981 ثم حصل الحزب على التأشيرة سنة 1988.
وفي سنة 2006 وبعد 23 سنة من قيادة الحزب ترك منصب الأمانة العامة للسيدة مية الجريبي لتكون بذلك أول امرأة تتولى منصب مماثل في تونس. في أكتوبر 2011 انتخب نائبا في المجلس الوطني التأسيسي عن دائرة تونس 2.

## الحياة الشخصية
متزوج من صفيّة.

## الصراع السياسي مع عبير موسى
أكّد القيادي في جبهة الخلاص رضا بالحاج يوم الإثنين 2 يناير 2023، أنّ الفرع الجهوي للمحامين بتونس أعلمه بإحالته رفقة رئيس جبهة الخلاص أحمد نجيب الشابي على أنظار قاضي التحقيق كمتهمين على خلفية قضية تقدّمت بها رئيسة الحزب الدستوري الحرّ عبير موسي

أكد رئيس جبهة الخلاص الوطني (تونس) أحمد نجيب الشابي، أنه لن يستجيب لأي استدعاء قضائي ولن يكون طرفا فيما سماها مسرحية قضائية.